# Státní znak Srbska a Černé Hory
Státní znak Svazové republiky Jugoslávie (1992–2003) a později Srbska a Černé Hory (2003–2006) byl zaveden 20. října 1993.

## Popis
Státní znak byl tvořen bílým dvojhlavým orlem (ze znaku Srbska) se zlatou zbrojí na červeném štítu. 
Orel měl na prsou čtvrcený srdeční štítek v něhož 1. a 4. poli byl znak Srbska – bílým křížem čtvrcený štít, v jehož polích je stříbrnou Cyrilicí (azbukou) napsáno písmeno S. V 2. a 3. poli znak Černé Hory – zlatý heraldicky vpravo kráčející lev.
Význam znaků C ve štítu – Samo sloga Srbina spasava – Only Unity can Save Serbia – pouze jednota chrání Srbsko/Srby.

## Znaky zemí v rámci federace

Znak Srbska (1992 až 2004)
Malý znak Srbska (2004 až 2006)
Velký znak Srbska (2004 až 2006)
Znak Černé Hory (1992 až 2004)
Znak Černé Hory (2004 až 2006)